# Farasmane I di Iberia
Farasmane I (P'arsman; fl. I secolo) è stato un re di Iberia che, secondo Cyril Leo Toumanoff, regnò dall'1 al 58 d.C. e fu un membro della dinastia Farnabazide.

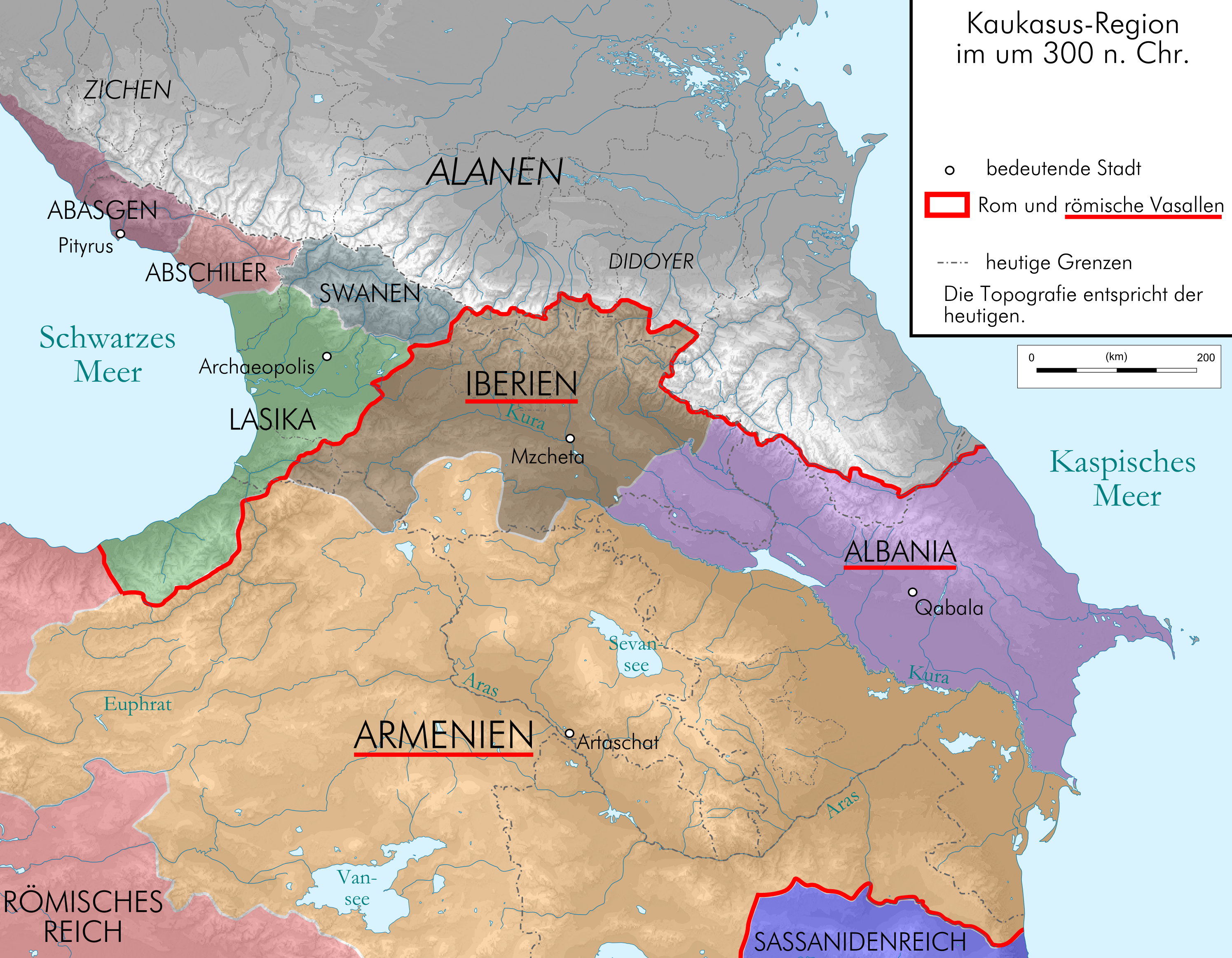
L'Iberia intorno al 300 d.C. (i confini non sono molto diversi da quelli del 50 d.C.)

Come alleato di Roma, suo fratello Mitridate fu installato come re d'Armenia dall'imperatore romano Tiberio, che invase l'Armenia a 35. Quando Orode principe dei Parti, figlio di Artabano III, tentò di espropriare Mitridate del suo regno di nuova acquisizione, Mitridate guidò un grande esercito armeno e iberico e sconfisse i Parti in una battaglia campale. Più tardi, nel 52, istigò suo figlio Radamisto, che mostrava già i segni di una grande ambizione, perché rovesciasse il trono di Armenia per poter impossessarsene direttamente. Radamisto regnò fino al 55, poi fu cacciato dai Parti e tornò dal padre; poiché i Romani non avevano apprezzato ciò che Radamisto aveva fatto, Farasmane lo fece uccidere con il pretesto che voleva detronizzarlo con una congiura. Probabilmente succedette al trono di Farasmane il Figlio Mitridate II.
Toumanoff sostiene che Farasmane coincide con la figura di Aderki (o Rok), re che per le Cronache georgiane, una raccolta di testi storici medievali, regnò quando le prime comunità cristiane si insediarono nella regione. Queste comunità erano composte da Giudei scappati da Gerusalemme subito dopo la crocefissione di Gesù che portarono con sé la Santa Tunica Successivamente regnarono al suo posto i due figli Kartam e Bartom, inaugurando una diarchia durata cinque generazioni, una diarchia messa in dubbio da diversi storici.